# 김승준 (레슬링 선수)
김승준(1994년 9월 12일~)은 대한민국의 레슬링 선수이다. 

## 경력
2013년 대한민국 주니어 국가대표로 처음 발탁되어 8월 불가리아 소피아에서 열린 2013년 세계 주니어 선수권 대회에서 10위에 올랐다. 이듬해인 2014년 8월 크로아티아 자그레브에서 열린 세계 주니어 선수권 대회에서 아제르바이잔의 오르한 누리예프의 뒤를 이어 은메달을 획득했다.
2016년에 처음으로 대한민국 성인 국가대표가 되었으며 2024년 4월 키르기스스탄 비슈케크에서 열린 올림픽 아시아 예선에서 중국의 리이밍, 투르크메니스탄의 아만베르디 아감메도프, 사우디아라비아의 이브라힘 팔라타를 꺾고 2024년 하계 올림픽 출전권을 획득했다.